# Doktor Strange v multivesolju norosti
Doktor Strange v Multivesolju norosti je ameriški superjunaški film iz leta 2022, ki temelji na istoimenskem liku iz Marvelovih stripov. Film je režiral Sam Raimi, scenarij pa je napisal Michael Waldron. V glavnih vlogah igrajo Benedict Cumberbatch, Elizabeth Olsen, Chiwetel Ejiofor, Benedict Wong, Xochitl Gomez, Michael Stuhlbarg in Rachel McAdams. V filmu mora Doktor Strange zaščititi Ameriko Chavez, najstnico, ki je sposobna potovati po multivesolju, pred škrlatno čarovnico.
Režiser in soscenarist Scott Derrickson je pripravil načrte za nadaljevanje filma do oktobra 2016. Potrdil je svojo ponovno vlogo režiserja decembra 2018, ko je bila potrjena vrnitev Cumberbatcha. Naslov filma je bil objavljen julija 2019 skupaj z Olsenovo pridružitvijo, medtem ko so Jade Halley Bartlett oktobra tistega oktobra najeli za pisanje scenarija. Derrickson je januarja 2020 odstopil z mesta režiserja in zapustil projekt, zaradi ustvarjalnih razlik. Waldron in Raimi sta se pridružila naslednji mesec ter dodala elemente žanra grozljivk, s katerimi je Raimi že delal, in upodobila Wando kot zlobnico filma, ki nadaljuje njeno zgodbo iz miniserije Disney+ WandaVision (2021). Snemanje se je začelo novembra 2020 v Londonu, vendar je bilo januarja 2021 prekinjeno zaradi pandemije COVID-19. Snemanje se je nadaljevalo marca 2021 in zaključilo sredi aprila v Somersetu. Nekaj filmskih prizorov je bilo posnetih tudi v Surreyu in Los Angelesu. S produkcijskim proračunom 350,6 milijona dolarjev je film postal eden najdražjih filmov, ki so jih kdajkoli posneli. 
Doktor Strange v Multivesolju norosti je bil premierno predvajan v gledališču Dolby v Hollywoodu v Los Angelesu 2. maja 2022, v Združenih državah pa je bil izdan 6. maja. Film je prejel večinoma pozitivne ocene kritikov in zaslužil 955,8 milijona dolarjev po vsem svetu, s čimer je postal četrti najbolj dobičkonosen film leta 2022.

## Vsebina
Demon zasleduje Ameriko Chavez in različico Stephena Strangea v prostoru med vesolji, medtem ko išče knjigo Vishanti. Strange je ubit in Chavez pomotoma ustvari portal, ki prepelje sebe in Strangeovo truplo na Zemljo-616, kjer različica doktorja Stephena Strangea iz tega vesolja reši Chaveza pred drugim demonom s pomočjo Wonga, Vrhovnega čarovnika. Chavez pojasnjuje, da jo bitja lovijo, ker ima moč potovati skozi multivesolje.
Ko na demonu prepozna čarovniške rune, se Strange posvetuje z Wando Maximoff, vendar kmalu ugotovi, da je ona odgovorna za vse napade. Potem, ko je pridobila Darkhold in postala Škrlatna čarovnica, Wanda verjame, da ji bo prevzem Chavezovih moči in potovanje skozi multivesolje omogočilo ponovno združitev z Billyjem in Tommyjem, otrokoma, ki ju je ustvarila v času svojega bivanja v Westviewu. Ko Strange noče predati Chaveze, Wanda napade Kamar-Taja in ubije veliko čarovnikov. Chavez sebe in Strangea pomotoma odpelje na Zemljo-838. Wanda uporablja Darkhold za "sanjsko hojo", s čimer prevzame nadzor nad svojo kolegico iz Zemlje-838, ki živi predmestno življenje s svojima Billyjem in Tommyjem. Potem, ko se preživela čarovnica Sara žrtvuje, da bi uničila Darkhold in prekinila sanjsko pot, besna Wanda prisili Wonga, da jo odpelje do gore Wundagore, vira moči Darkholda, da ponovno vzpostavi sanjsko pot.
Med iskanjem pomoči Strangea in Chavez ujame vrhovni čarovnik Zemlje-838, Karl Mordo, in ju pripelje pred Iluminate, skupino, ki jo sestavljajo Mordo, Peggy Carter, Blackagar Boltagon, Maria Rambeau, Reed Richards in Charles Xavier. Pojasnjujejo, da je Strange iz Zemlje-838 z nepremišljeno uporabo njihovega vesoljskega Darkholda v poskusu premaganja Thanosa sprožil "vdor", ki je uničil vesolje. Potem, ko so premagali Thanosa, so Iluminati usmrtili svojega Strangea, da bi preprečili, da bi povzročil še več škode. Mordo verjame, da je Strange z Zemlje-616 podobno nevaren, vendar Wanda ponovno vzpostavi svoj sanjski sprehod na gori Wundagore in prispe v telesu svojega dvojnika iz Zemlje-838, preden lahko Iluminati izrečejo sodbo. Brutalno pobije vse Iluminate razen Morda, ki ga Strange reši, preden pobegne s Chavezom. Oba pobegneta s pomočjo različice iz Zemlje-838 Strangeove bivše zaročenke, Christine Palmer, znanstvenice, ki sodeluje z Iluminati.
Strange, Chavez in Palmer vstopijo v prostor med vesolji, da bi našli Knjigo Vishanti, ki je antiteza Darkholda, vendar se pojavi Wanda in jo uniči. Nato prevzame Chavezov um in uporabi svoje moči, da pošlje Strangea in Palmerja v vesolje, uničeno z vpadom. Strange premaga Strangea uničenega vesolja, ki ga je pokvaril njegov Darkhold, in nato uporabi ta Darkhold, da se v sanjah sprehodi v telo svojega pokojnega nasprotnika na Zemlji-616. Z Wongovo pomočjo Strange reši Chavezovo pred Wando in jo spodbudi, da uporabi njene sposobnosti. Chavez prepelje Wando na Zemljo-838, kjer vidi Billyja in Tommyja, kako se prestrašeno umikata pred njo, medtem ko jočeta za svojo pravo mamo. Ko Wanda spozna svoje napake, popusti in uporabi svoje moči, da zruši Mount Wundagore, hkrati pa uniči vse kopije Darkholda v celotnem multivesolju in se pri tem žrtvuje. Chavez nato vrne Strangea in Palmerjevo v njuna vesolja.
Nekaj časa kasneje je Kamar-Taj na popravilu in preživeli čarovniki, ki se jim je pridružil Chavez, nadaljujejo urjenje. Strange razvije tretje oko kot rezultat uporabe Darkholda in hoje v sanjah v truplo. V prizoru po koncu filma k Strangeu pristopi čarovnica, ki ga opozori, da so njegova dejanja sprožila vdor, ki ga mora pomagati popraviti. Strange ji zato sledi v temno dimenzijo.

## Vloge
- Benedict Cumberbatch - Doktor Stephen Strange
- Elizabeth Olsen - Wanda Maximoff / Scarlet Witch
- Chiwetel Ejiofor - Karl Mordo:
- Benedict Wong - Wong
- Xochitl Gomez - America Chavez
- Michael Stuhlbarg - Nicodemus West
- Rachel McAdams - Christine Palmer